# Новопетровка (Магдалиновский район)
Новопетро́вка (укр. Новопетрівка) — село,
Новопетровский сельский совет,
Магдалиновский район,
Днепропетровская область,
Украина.
Код КОАТУУ — 1222385001. Население по переписи 2001 года составляло 855 человек.
Является административным центром Новопетровского сельского совета, в который, кроме того, входят сёла
Виноградовка,
Водяное и
Шевское.

## Географическое положение
Село Новопетровка находится у истоков реки Чаплинка,
ниже по течению на расстоянии в 0,5 км расположено село Шевское,
в 1,5 км находится село Виноградовка.
Через село проходит автомобильная дорога Т-0410.

## История
- 1927 год — дата основания.

## Объекты социальной сферы
- Школа.
- Детский сад.
- Дом культуры.
- Фельдшерско-акушерский пункт.

## Достопримечательности
- Братская могила советских воинов.